# Diana y Calisto

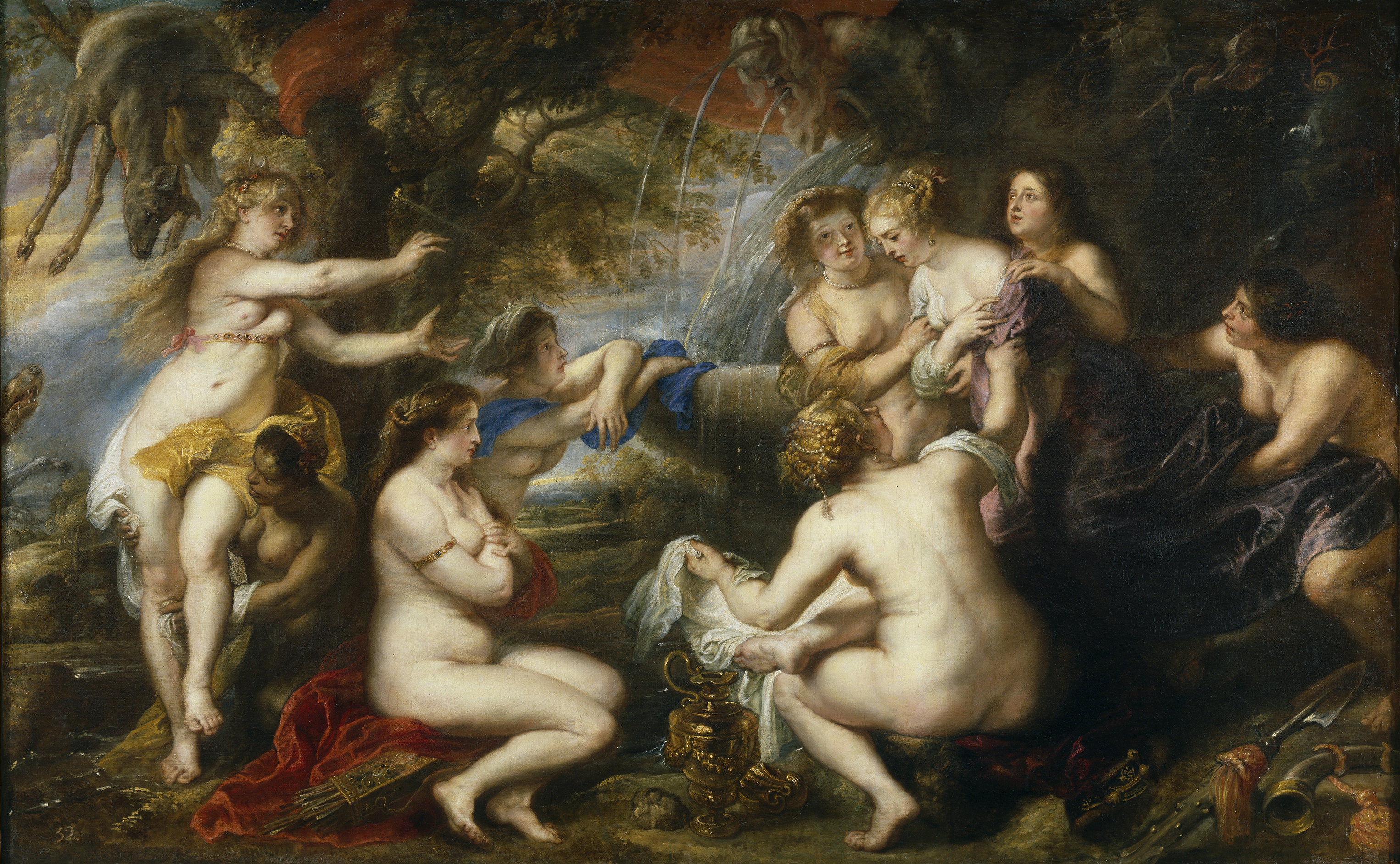
Diana y Calisto de Pedro Pablo Rubens, 1638

Diana y Calisto es la denominación convencional de un episodio de la mitología griega muy utilizado como tema artístico para la pintura mitológica a partir del Renacimiento, el Manierismo y el Barroco; principalmente a causa de que permitía el lucimiento de los pintores en la representación de desnudos, paisajes y todo tipo de actitudes. El tema se ha dado también en escultura.
Su fuente principal fue Ovidio (Las metamorfosis), que refleja la peculiar relación entre la diosa de la caza Artemisa (Diana en la mitología romana) y su doncella Calisto, una ninfa de su séquito, hija de Licaón, que rompió su voto de castidad tras quedar embarazada de Zeus (Júpiter en su contraparte romana), que la había seducido adoptando la forma de Artemisa. 

## El mito
En un rincón apartado de la naturaleza, alejado de la vista humana, Artemisa eligió un lugar secreto para sus baños. Las ninfas que formaban su séquito estaban obligadas a cumplir con el voto de castidad impuesto por la diosa. En este contexto, Zeus vio a la ninfa favorita de Artemisa, Calisto, conocida por su gran belleza, y se enamoró de ella. Sabiendo que Calisto respetaría su juramento, recurrió al engaño para acercarse a ella, metamorfoseado en Artemisa –o bajo la forma de Apolo, según otra variante del relato–, logrando seducirla y dejarla embarazada.
Para evitar ser expulsada del séquito de Artemisa, decidió ocultar su embarazo. Sin embargo, eventualmente, la diosa descubrió su estado durante un baño con sus compañeras.Cuando fue interrogada, Calisto, a la que Zeus había seducido bajo la forma de Artemisa, replicó que era culpa suya. Enfurecida por la respuesta, la diosa la desterró de su cortejo.
Según las diversas variantes del relato, Calisto fue transformada en osa por la esposa de Zeus, Hera, Artemisa o el propio Zeus, y murió asaeteada durante una cacería. Zeus le concedió la inmortalidad, transformándola en la constelación de la Osa Mayor, para salvar a su hijo Arcas, que fue criado por a la pléyade Maya.

## Representación
El mito ha sido representado en el arte bajo múltiples variantes, tanto en pintura como escultura. 
La escena más predominante ha sido el descubrimiento del embarazo de Calisto por Artemisa durante el baño,un momento considerado dramático, y frecuentado entre los siglos XVI y XVIII por artistas como Tiziano (1559, 1566), Rembrandt (1638), Pedro Pablo Rubens (1638), Sebastiano Ricci (1716) o François Lemoyne (1728), pero también ha sido frecuente ilustrar a Zeus bajo la forma de Artemisa, seduciendo a la ninfa,desde finales del siglo XVII, y mayormente a partir del siglo XVIII. Ejemplo de ello son las obras de Federico Cervelli (c. 1670), Jean-Honoré Fragonard (1755), François Boucher (1769) y Angelica Kauffmann.
Aunque menos comunes, otros pasajes del mito también han sido incluidos en la iconografía, como aquel en el que Calisto huye transformada en osa por Hera, que Annibale Carracci recreó, junto con la expulsión de la ninfa por Artemisa, para los frescos del Palacio Farnesio de Roma.
En su Diana después del baño de 1744, Boucher representa a la diosa y su compañera en un momento feliz.

## Galería

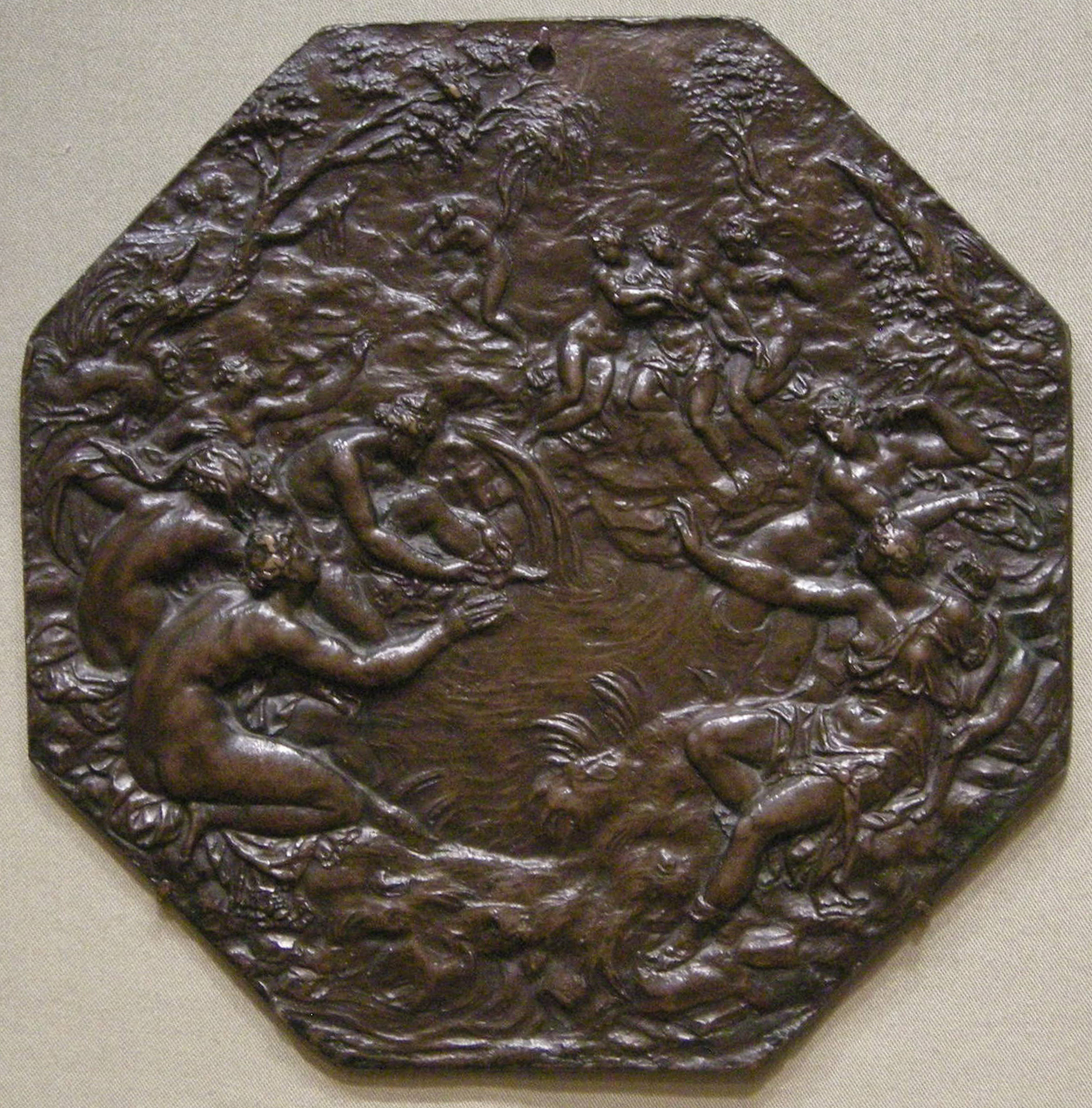
Plaquette de Guglielmo della Porta, c. 1553-1555.
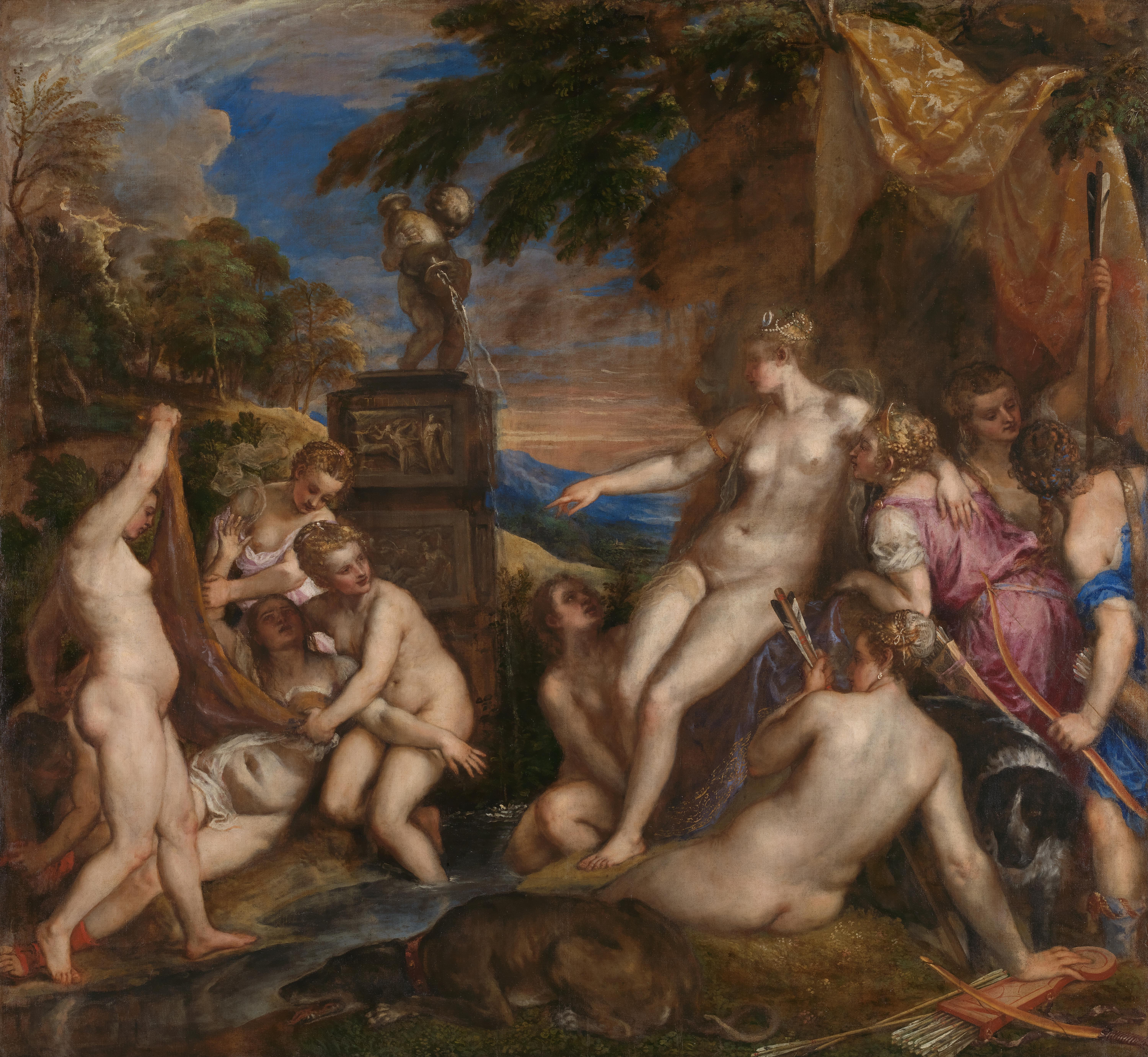
Diana y Calisto de Tiziano, c. 1556-1559.
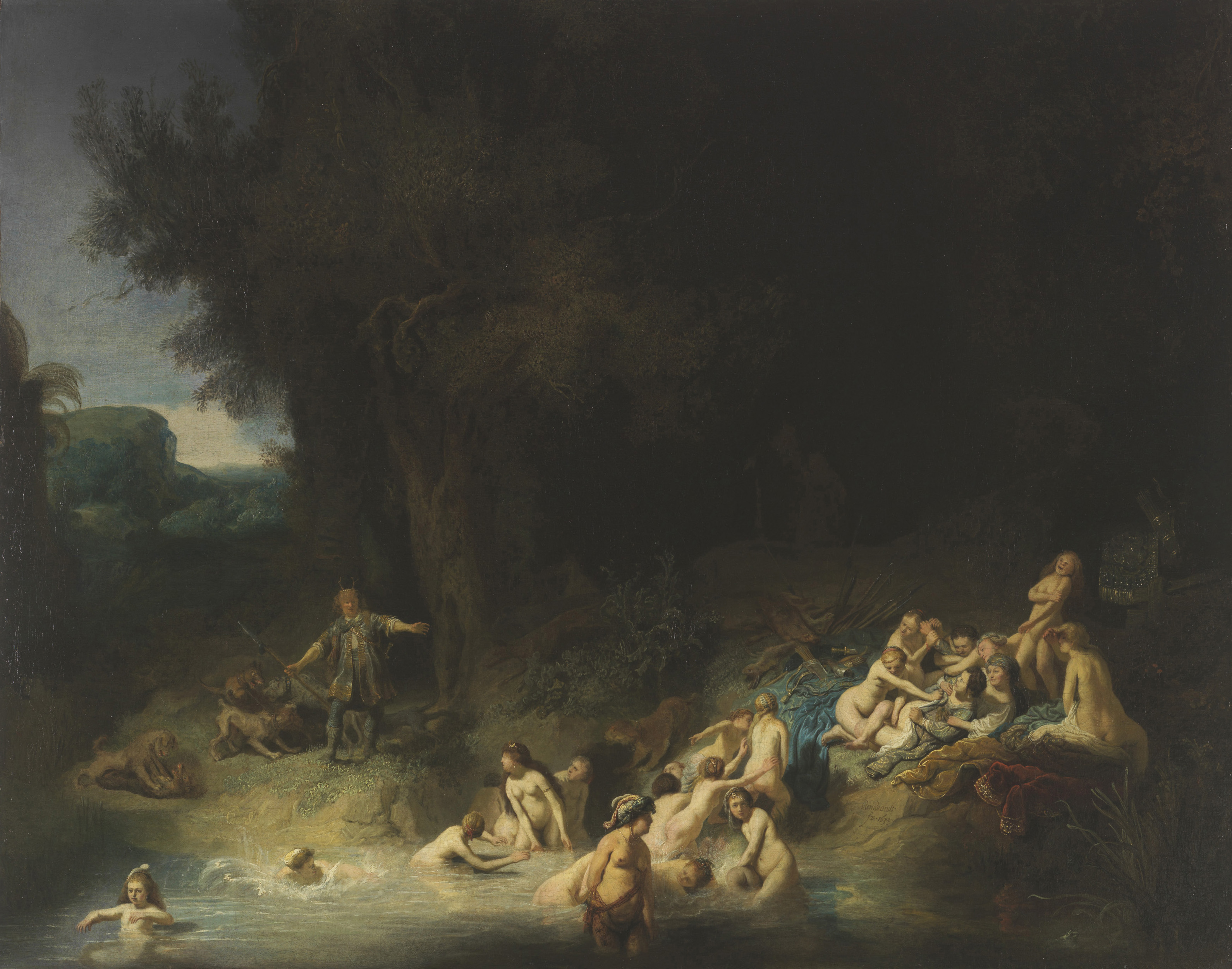
Diana y sus ninfas con Acteón y Calisto de Rembrandt, c. 1634-1635.
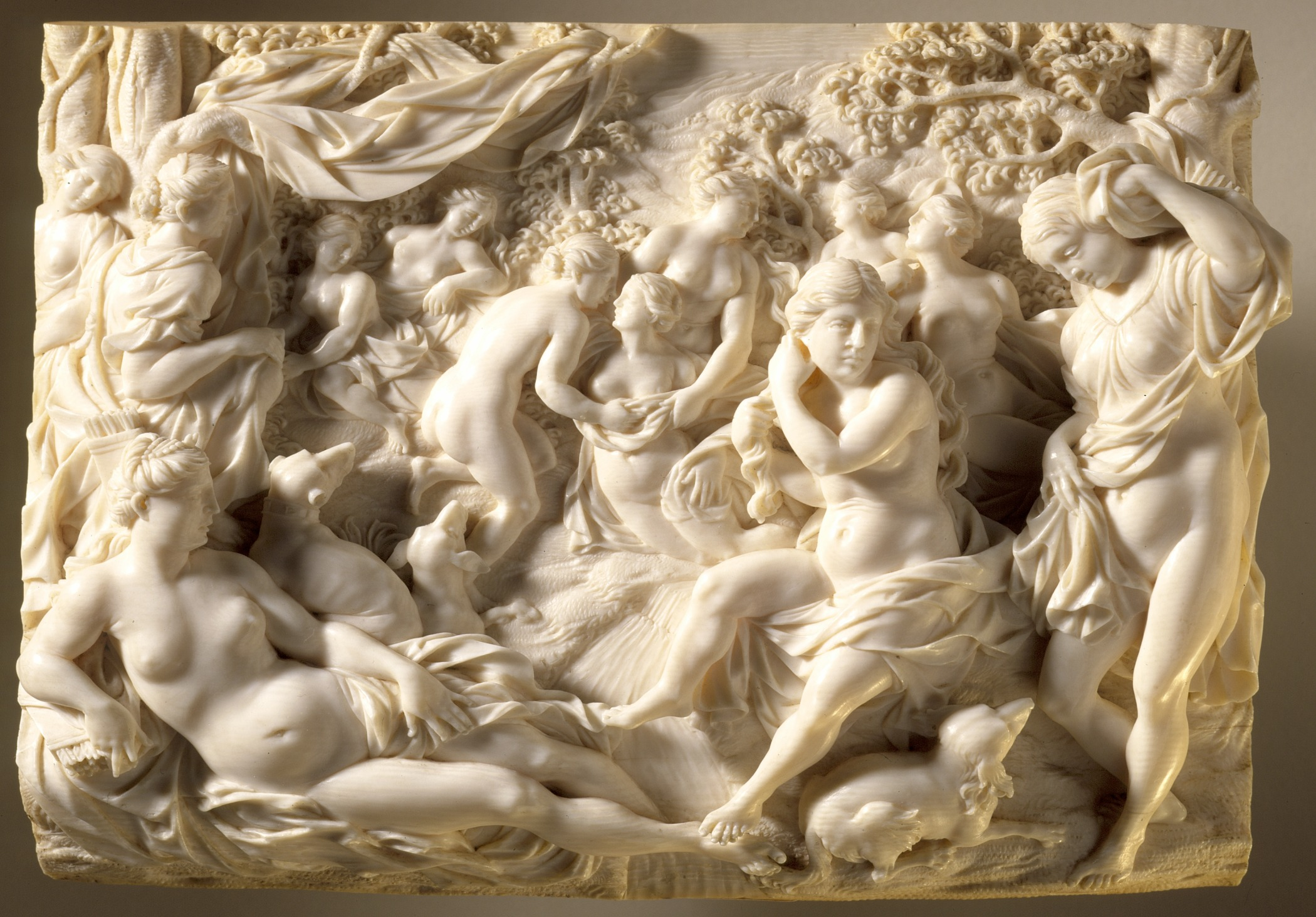
Relieve de Ignaz Elhafen, c. 1690-1695.
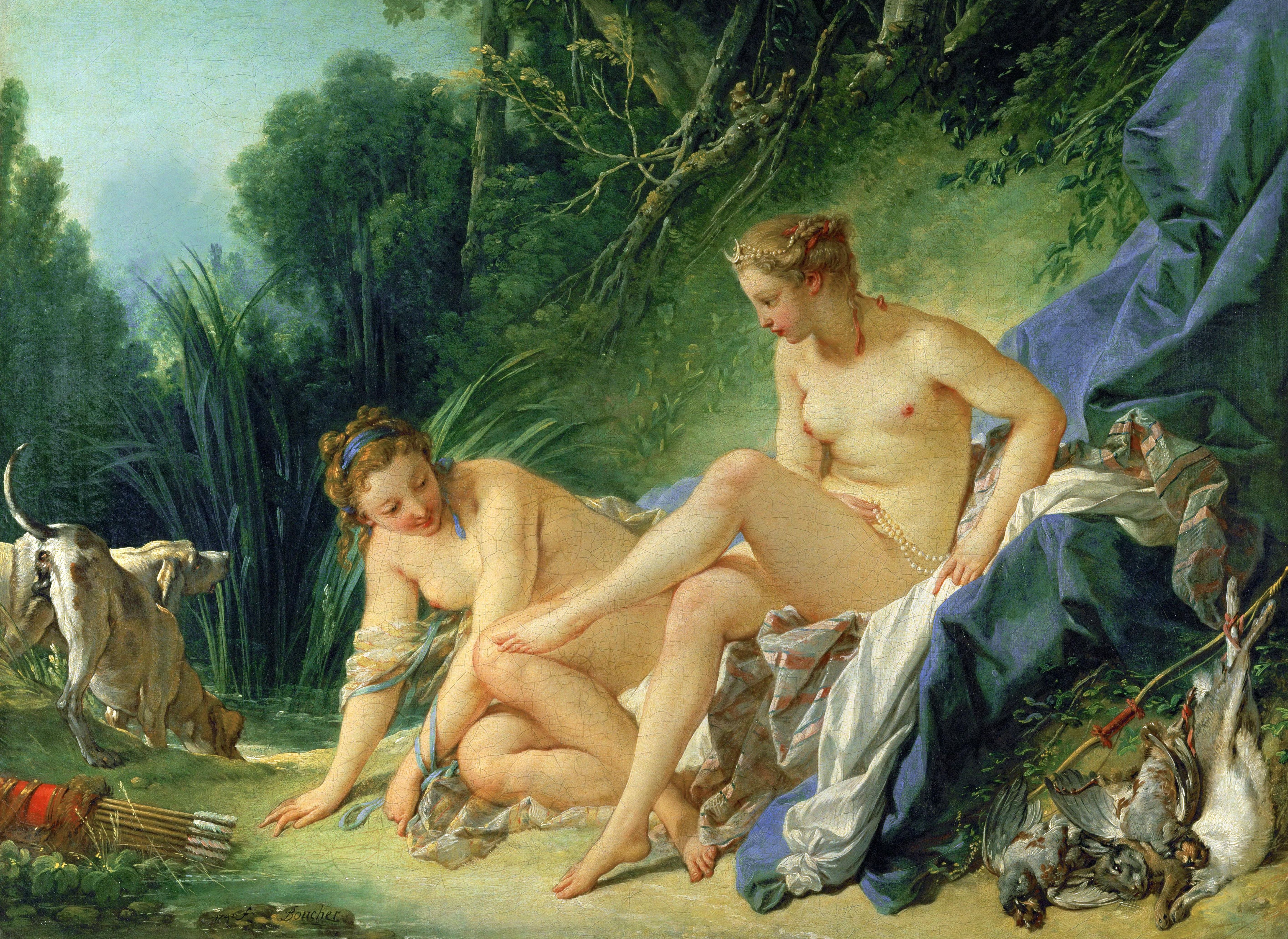
Diana después del baño de François Boucher, 1744.
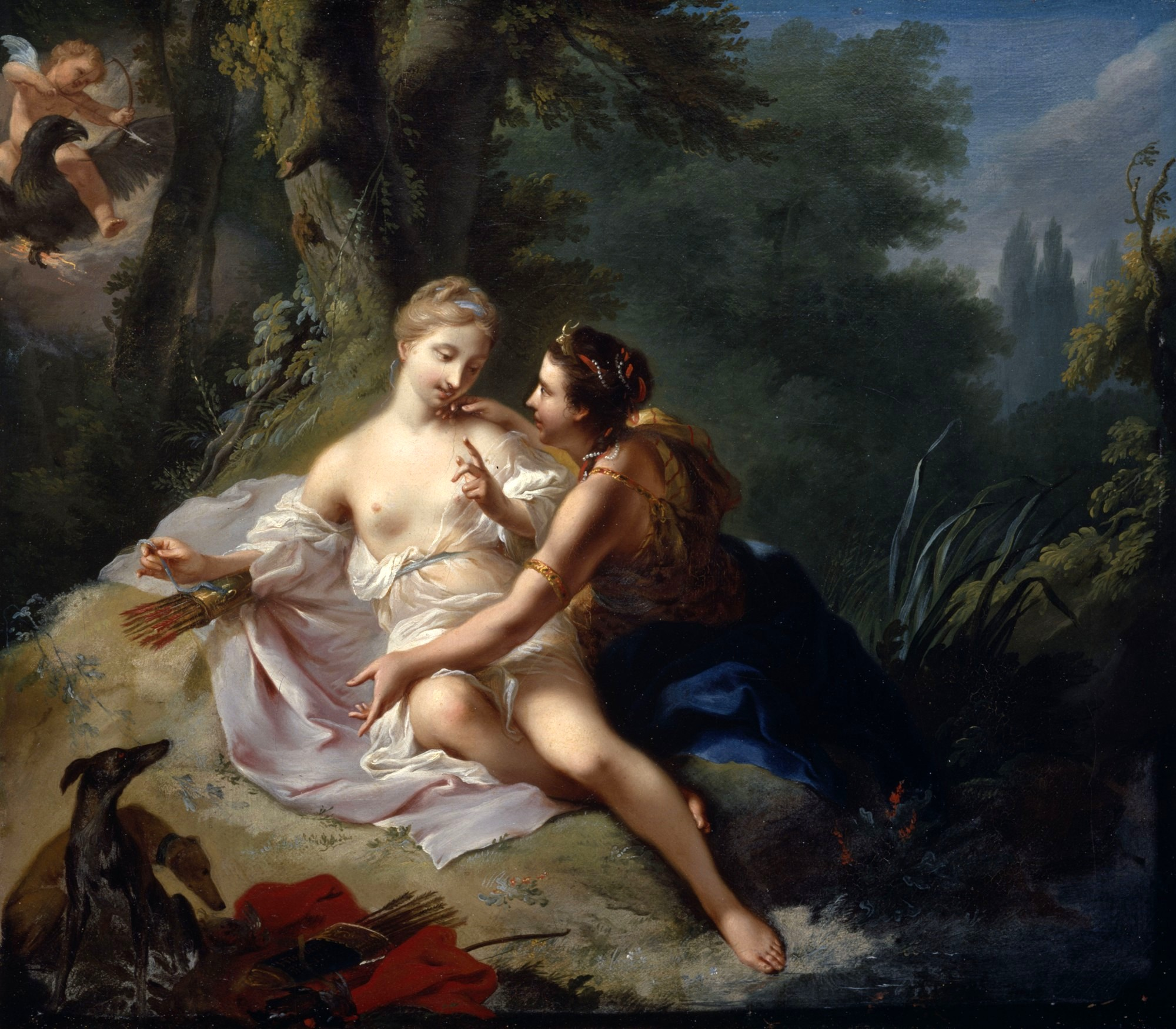
Júpiter y Calisto de Johann Heinrich Tischbein, 1756.